# Ordine di Ismail Samani
L'Ordine di Ismail Samani è un'onorificenza del Tagikistan.

## Storia
L'ordine è dedicato a Isma'il I, capo della dinastia dei Samanidi che governò la Transoxiana dall'892 al 907 e il Grande Khorasan dal 900 al 907.

## Classi
L'ordine dispone delle seguenti classi di benemerenza:
- I classe
- II classe
- III classe

## Assegnazione
L'ordine è assegnato a figure statali e pubbliche, scienziati e operatori culturali e altri cittadini della Repubblica del Tagikistan per premiare alti successi nel lavoro, un contributo significativo alla costruzione della nazione, un grande successo nel servizio militare, attività socio-culturali, sociali e caritative.
La I classe è assegnata a:
- capi di Stato, di governo e di parlamento di stati esteri;
- ministri, ambasciatori e capi di dipartimenti di Stato esteri;
- capi di rappresentanze di organizzazioni regionali e di altre organizzazioni internazionali;
- capi di organi legislativi, esecutivi e giudiziari della Repubblica di Tagikistan;
- persone che detengono posizioni pubbliche di potere statale, il cui status giuridico è determinato dalla Costituzione della Repubblica del Tagikistan, dalle leggi costituzionali e da altre leggi della Repubblica del Tagikistan;
- persone che occupano, le maggiori e le più importanti posizioni di servizio civile nella Repubblica del Tagikistan che, di regola, abbiano ricevuto la seconda classe dell'Ordine della Stella del Presidente del Tagikistan o dell'Ordine della Corona o dell'Ordine di Ismail Samani;
- altri cittadini della Repubblica del Tagikistan per nuovi meriti e che abbiano ricevuto la seconda classe dell'Ordine della Stella del Presidente del Tagikistan o dell'Ordine della Corona o dell'Ordine di Ismail Samani.

La II classe è assegnata a:
- persone che detengono posizioni pubbliche di potere statale, il cui status giuridico è determinato dalla Costituzione della Repubblica del Tagikistan, dalle leggi costituzionali e da altre leggi della Repubblica del Tagikistan;
- soggetti che ricoprono posizioni chiave nel servizio civile della Repubblica del Tagikistan che, di regola, abbiano ricevuto la terza classe dell'Ordine della Stella del Presidente del Tagikistan o dell'Ordine della Corona o dell'Ordine di Ismail Samani;
- altri cittadini della Repubblica del Tagikistan per nuovi meriti e che abbiano ricevuto la terza classe dell'Ordine della Stella del Presidente del Tagikistan o dell'Ordine della Corona o dell'Ordine di Ismail Samani.

La III classe è assegnata a:
- persone che detengono posizioni pubbliche di primo piano nel servizio pubblico nella Repubblica del Tagikistan;
- altri cittadini della Repubblica del Tagikistan per nuovi meriti e che abbiano ricevuto altri premi statali della Repubblica del Tagikistan.

## Insegne
- L'insegna è costituita da una stella a otto punte che porta al centro un medaglione rotondo con l'immagine di Ismail Samani; il medaglione è circondato da un anello smaltato di blu con la dicitura dell'ordine. Il nastro è blu con due strisce dorate laterali.
- Le insegne di I classe sono un distintivo e una stella. Il distintivo viene portato su un nastro che va dalla spalla destra al fianco sinistro. La stella viene portata sul lato sinistro del petto.
- L'insegna di II classe è un distintivo. Gli uomini lo portano al collo e le donne sul lato sinistro del petto.
- L'insegna di III classe è un distintivo da portare con un nastro sul lato sinistro del petto.
- Il nastro è blu con due sottili strisce oro sui lati.